# عمر البشير

العلم الرئاسي

عمر حسن أحمد البشير (مواليد 1 يناير 1944)، رئيس جمهورية السودان السابق (1989 - 2019) والقائد الأعلى السابق للقوات المسلحة السودانية، ورئيس حزب المؤتمر الوطني. تخرج من الكلية الحربية عام 1967، وصل إلى السلطة بانقلاب عسكري خططت له الجبهة الإسلامية القومية المنشقة عن جماعة الإخوان المسلمين في السودان حيث تمكنت من الإطاحة بالحكومة المدنية المنتخبة برئاسة الصادق المهدي، وتولى عمر البشير منصب رئيس مجلس قيادة ثورة الإنقاذ الوطني في 30 يونيو 1989، وجمع بين منصب رئيس الوزراء ومنصب رئيس الجمهورية حتى 2 مارس 2017 عندما فصل منصب رئيس الوزراء وفقًا لتوصيات الحوار الوطني السوداني وعُين بكري حسن صالح رئيسًا للوزراء. وفي 26 أبريل 2010 أعيد انتخابه رئيسًا في أول «انتخابات تعددية» منذ تسلمه السلطة. وتعد فترة حكمه الأطول في تاريخ السودان الحديث، بعد احتجاجات واسعة في الشارع السوداني أعلن الجيش السوداني تولي المجلس العسكري برئاسة وزير الدفاع أحمد عوض بن عوف مقاليد السلطة في 11 أبريل 2019، مزيحا البشير عن رأس السلطة.
وجه المعارضون انتقادات إلى السلطات إبان حكم البشير بدأت من الانقلاب العسكري عام 1989، وحله للحكومة المنتخبة آنذاك، واتهامات المحكمة الجنائية الدولية التي أصدرت مذكرات اعتقال بحقه في مارس عام 2009، ويوليو عام 2010، تضم خمس جرائم ضد الإنسانية وجريمتي حرب و جرائم إبادة الجماعية للإجراءات العسكرية لحكومته أو موالين لها في البلاد سواء في دارفور أو في جنوب السودان. كما وضعت أمريكا السودان في عهد البشير في قائمة الدول الراعية للإرهاب وفرضت عقوبات علي السودان، حيث قدمت السودان الدعم والتسليح لحركة المقاومة الإسلامية في فلسطين التي تصنف كمنظمة إرهابية في الولايات المتحدة والأتحاد الأوروبي وفتحت شبكات مالية لها، كما قدمت الدعم للمجاهدين الأفغان بقيادة تنظيم القاعدة ضد أمريكا ومصالحها ووفرت السودان المأوى لأسامة بن لادن لعدة سنوات، أدت العقوبات لخسائر اقتصادية قُدرت بنحو 350 مليار دولار.

## حياته
ولد في قرية صغيرة تسمى حوش بانقا بريفي شندي ينتمي لقبيلة البديرية الدهمشية. إحدى المجموعات القبلية واسعة الانتشار في أقاليم السودان الشمالية والغربية، وهو متزوج من امرأتين (تزوج الثانية بعد مقتل زوجها عضو مجلس ثورة الإنقاذ الوطني العقيد إبراهيم شمس الدين إثر تحطم طائرته بأعالي النيل).

## سيرته العسكرية
تخرج البشير في الكلية الحربية السودانية عام 1967 ثم نال ماجستير العلوم العسكرية بكلية القادة والأركان عام 1981، ثم ماجستير العلوم العسكرية من ماليزيا في عام 1983، وزمالة أكاديمية السودان للعلوم الإدارية عام 1987. شارك في حرب العبور 1973، وعمل فترة في الإمارات العربية المتحدة
عمل بالقيادة الغربية من عام 1967 وحتى 1969، ثم القوات المحمولة جواً من 1969 إلى 1987، إلى أن عين قائداً للواء الثامن مشاة خلال الفترة من 1987 إلى 30 يونيو 1989

## تولي السلطة
قام البشير عام 1989 بانقلاب عسكري على حكومة الأحزاب الديمقراطية برئاسة رئيس الوزراء الصادق المهدي، بإيعاز من الجبهة القومية الإسلامية ورئيسها حسن الترابي. ويتولى منصب رئيس مجلس قيادة ثورة الإنقاذ الوطني في 30 يونيو 1989، ووفقاً للدستور يجمع رئيس الجمهورية بين منصبه ومنصب رئيس الوزراء.
واجه حكم البشير محاولات انقلاب عديدة أبرزها: «حركة رمضان» عام 1990 بقيادة الفريق خالد الزين نمر، واللواء الركن عثمان إدريس، واللواء حسن عبد القادر الكدرو، والعميد طيار محمد عثمان كرار حامد، ولكن الانقلاب فشل كلياً، وألقي القبض على 28 ضابطاً، فحوكموا في محاكمات عسكرية وأعدموا في العشر الأواخر من رمضان. وفي أواخر عام 1999، حل البشير البرلمان السوداني بعد خلاف مع زعيم الحركة الإسلامية والزعيم الروحي للانقلاب حسن الترابي، وبعدها أصبح الترابي من ابرز معارضي حكم الرئيس عمر البشير واميناً عاماً لحزب المؤتمر الشعبي المعارض في السودان واعتقل عدة مرات حتى انفرجت العلاقات مع نظام عمر البشير مع إعلان الحكومة السودانية للحوار الوطني.

## سنوات الحكم
يعتبر الرئيس السوداني عمر البشير الأطول حكما من ضمن قائمة الرؤساء السودانيين إذ بلغت فترة حكمه 30 عاما حتى عام 2019 وبهذا يصبح الرئيس الأطول حكما في الشرق الأوسط من الذين حكموا بانقلاب، حيث تسلم الحكم في عام 1989 عبر انقلاب عسكري على الحكومة المنتخبة ولم تقم انتخابات رئاسية حتى العام 2010 كنتيجة اتفاقية نيفاشا الذي انهيت بموجبها الحرب الأهلية السودانية الثانية، وفاز البشير بتلك الانتخابات التي وصفها نظامه بالنزيهة في ظل انسحاب المعارضة متهمين إياها بغياب النزاهة.
ظل البشير ملاحقا دوليا بتهم ارتكاب جرائم حرب وجرائم ضد الإنسانية عن حربه في دارفور، إلا انه ظل كرئيس للدولة وتحرك بزيارات للبلدان العربية والأفريقية كتحد واضح لقرار المحكمة الدولية، وفي سبتمبر من العام 2013 اندلعت احتجاجات شعبية ضد نظام حكم البشير ردا على قرارات رفع الدعم الحكومي على المحروقات سقط فيها برصاص الأمن ما يقارب على 200 متظاهر شهد عهد عمر البشير اتهام بانتشار واسع للاعتقالات السياسية والتعذيب وقمع الاحتجاجات الطلابية والعمالية وأيضآ شهد أرتفاع في مستوى الفقر وأنخفاض في مستوى دخل الفرد.
صرح أنه لن يترشح في انتخابات 2015 ولكن في أكتوبر 2014 قرر حزب المؤتمر الوطني أن يعيد ترشيحه للانتخابات في 2015. كما صرح بعدم نيته الترشح في انتخابات 2020 إلا أنه أعلن نيته الترشح لانتخابات ذلك العام لاحقاً.
في عام 2017 قام الرئيس السوداني بتعيين أول حكومه وفاق وطني شاركت فيها الاحزاب المعارضة برئاسه رئيس الوزراء والنائب الأول بكري حسن صالح الجدير بالذكر ان بكري حسن صالح يعتبر أول رئيس وزراء في حكومه البشير منذ انقلابه عام 1989
وفي مساء يوم الاحد التاسع من شهر سبتمبر لعام 2018 اجري البشير تعديلات وزاريه وذلك بحل حكومه الوفاق الوطني برئاسه بكري حسن صالح وتم تعيين معتز موسي رئيسا للوزراء خلفا له وتقليص عدد الوزراء من 31 وزيرا الي 21 وزيرا املا في حل المشكله الاقتصاديه التي يعاني منها السودان.

## اتفاق نيفاشا
قامت الحكومة السودانية والحركة الشعبية لتحرير السودان بقيادة الراحل د.جون قرنق بالتوقيع على اتفاقية نيفاشا لإنهاء الحرب الأهلية السودانية الثانية في جنوب السودان والتي تعتبر أطول حرب أهلية في أفريقيا عام 2005.
ادى حق تقرير المصير المضمن في اتفاق نيفاشا إلى اختيار الجنوب الانفصال عن السودان وتكوين جمهورية جنوب السودان.

## التحالف الإيراني السوداني

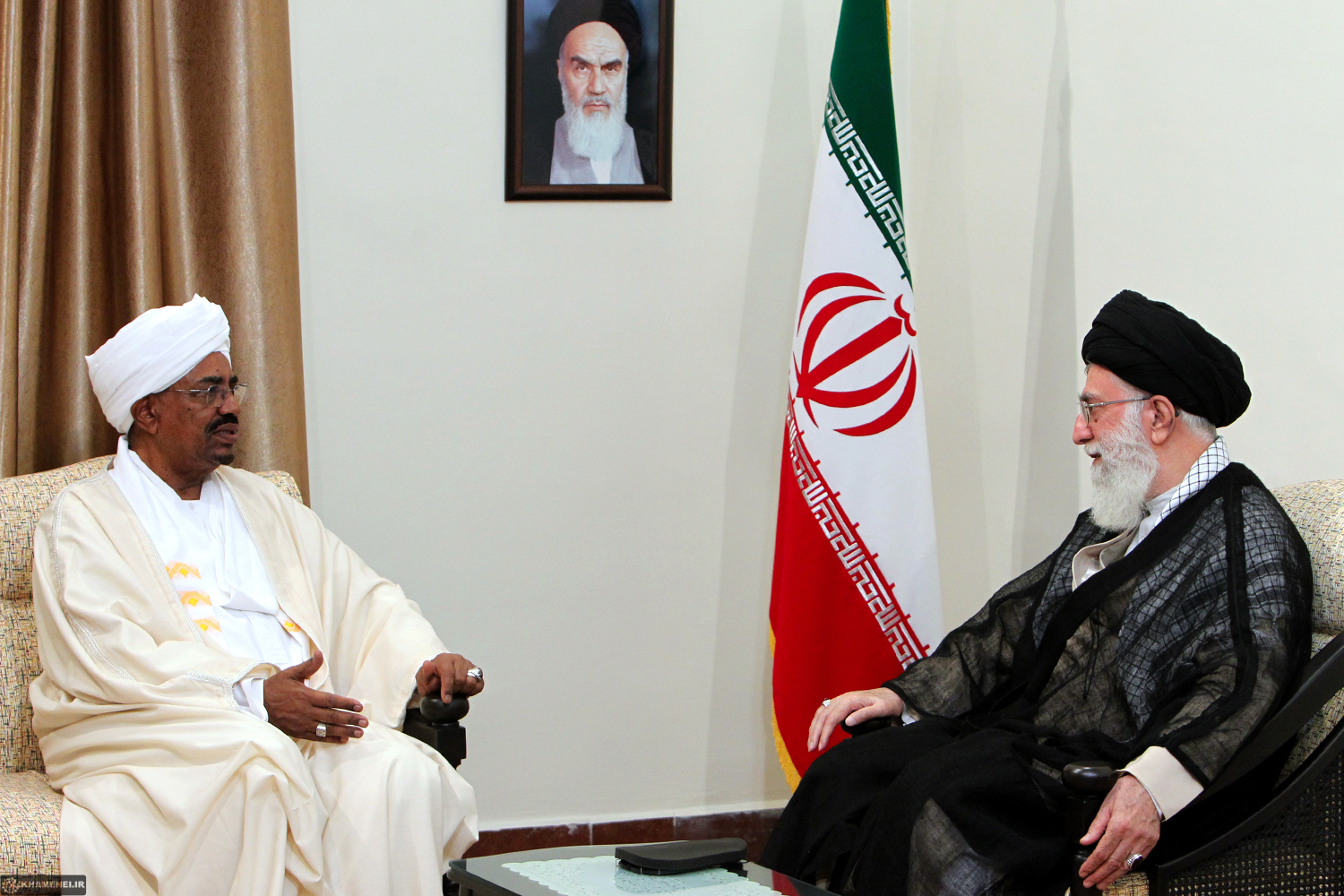
البشير يقابل علي خامنئي المرشد الأعلي للثورة الإسلامية.

استمرت العلاقات السودانية الإيرانية في التحسن والتطور وزادت الروابط بينهما عمقا ومتانة في عهد الرئيس السوداني عمر البشير -الذي تولى الحكم عقب انقلاب عسكري عام 1989- وكان من مظاهر هذا التحسن الزيارات المتبادلة على كل المستويات السياسية، فزار الرئيسان الإيرانيان هاشمي رفسنجاني ومن بعده محمد خاتمي الخرطوم ورد لهما الرئيس عمر البشير الزيارة في مرات عدة متتالية كان آخرها عام 2019.
ومما زاد من تحسن العلاقة بين إيران والسودان على المستوى السياسي في عهد البشير الضغوط الاقتصادية والسياسية التي مارستها الولايات المتحدة ضدهما تحت ذريعة رعايتهما الإرهاب وانتهاكات حقوق الإنسان، مما استلزم منهما تنسيق المواقف في المحافل الدولية.
ومما ساعد كذلك على تحسين العلاقة الدور الذي قامت به إيران لتقريب وجهات النظر وحل الخلافات بين السودان وبعض جيرانه من الدول الأفريقية مثل إريتريا وأوغندا، وهو الدور الذي نشط في القيام به الرئيس الإيراني الأسبق هاشمي رفسنجاني ولكن العلاقات ساءت بعد عملية عاصفة الحزم باليمن حيث أرسلت السودان 15 ألف عسكريًا لدعم التحالف العربي ضد الحوثيين بقيادة السعودية.

## البشير والمحكمة الجنائية

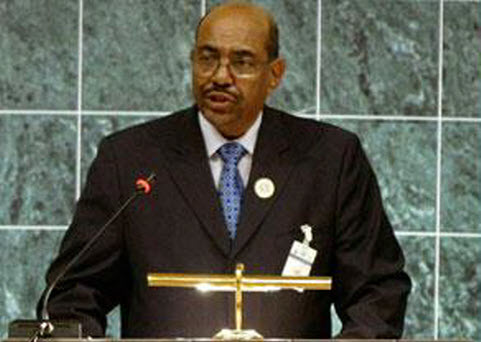
خطاب للبشير أمام الجمعية العامة للأمم المتحدة

في 14 يوليو 2008 أصدر المدعي العام لدى المحكمة الجنائية الدولية لويس مورينو أوكامبو مذكرة توقيف بحقه في قضية دارفور وذلك لإتهامات بأنه ارتكب جرائم حرب في إقليم دارفور وطلب تقديمه للمحاكمة وهي أول مرة يتهم فيها رئيس أثناء ولايته، بالرغم من أن السودان غير موقع على ميثاق المحكمة، وصفت الحكومة السودانية الاتهام «استهدافاً لسيادة وكرامة وطنهم» وأنها محاكمة «سياسية فقط وليست محكمة عدل» واتهمت المحكمة بازدواجية المعايير.
وفي عام 2013 طلب البشير تأشيرة الدخول إلى الولايات المتحدة لحضور اجتماعات الجمعية العامة للأمم ولم تمنح البشير تأشيرة الدخول الي اراضيها لحضور الاجتماعات وقد استهجنت الخارجية السودانية علي قرار الولايات المتحدة بعدم سماحها للبشير بحضور الاجتماعات وأيضا الوفد السوداني المشارك في الاجتماعات أعلن عن قلقه واحتجاجه امام الأمين العام للأمم المتحدة بان كي مون عن خرق قانون المنظمة من بواسطة الولايات المتحدة.
وفي يوم 14 يونيو 2015 أصدرت المحكمة العليا في جنوب أفريقيا أمرا يمنع البشير من مغادرة جنوب أفريقيا مؤقتا لحين النظر في القضايا المتهم فيها من طرف المحكمة الجنائية الدولية، وذلك بعد حضوره لمؤتمر القمة الأفريقي الخامس والعشرين، إلا أنه عاد إلى السودان دون توقيفه.

## الثورة السودانية

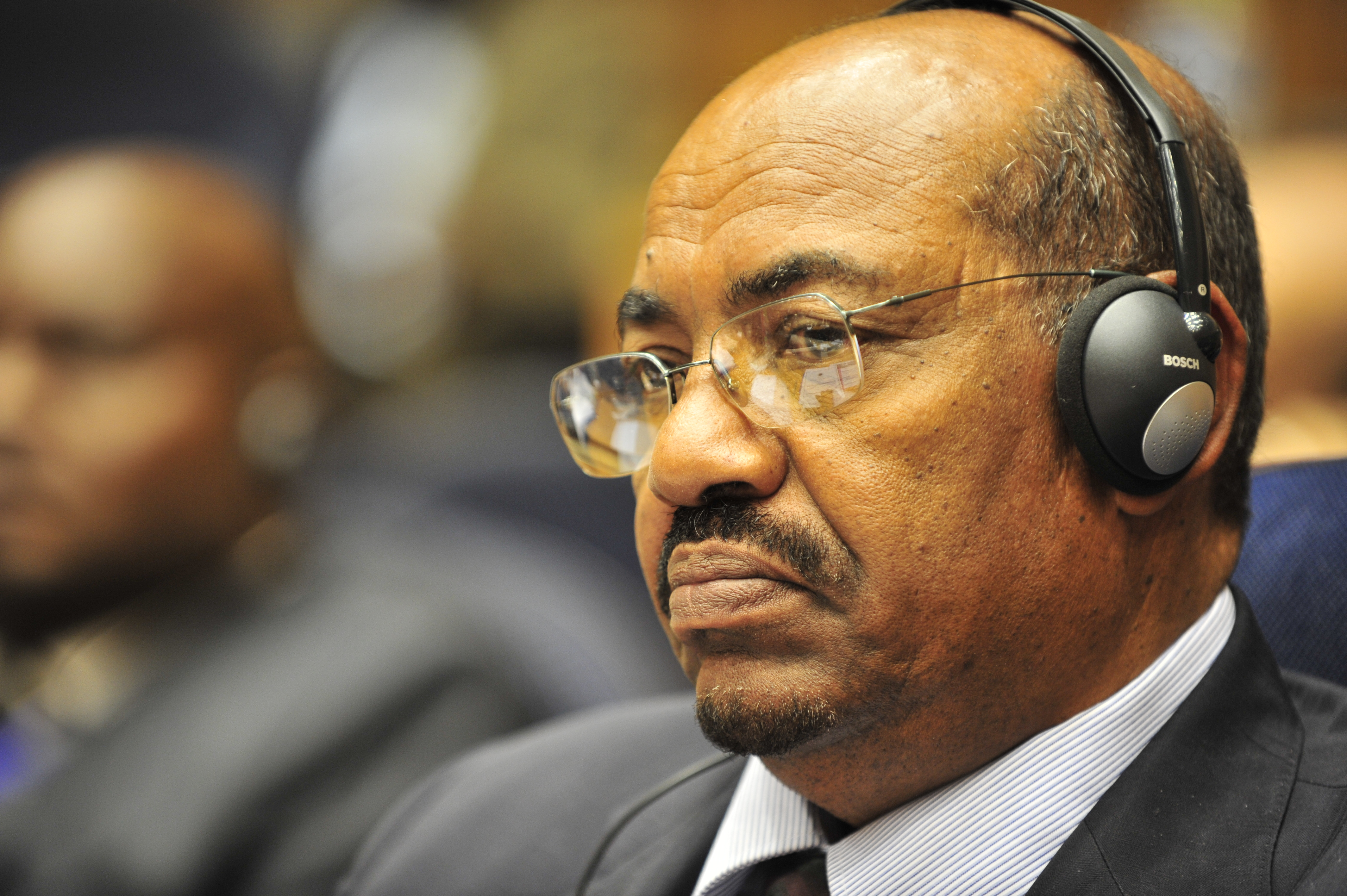
المشير عمر البشير.

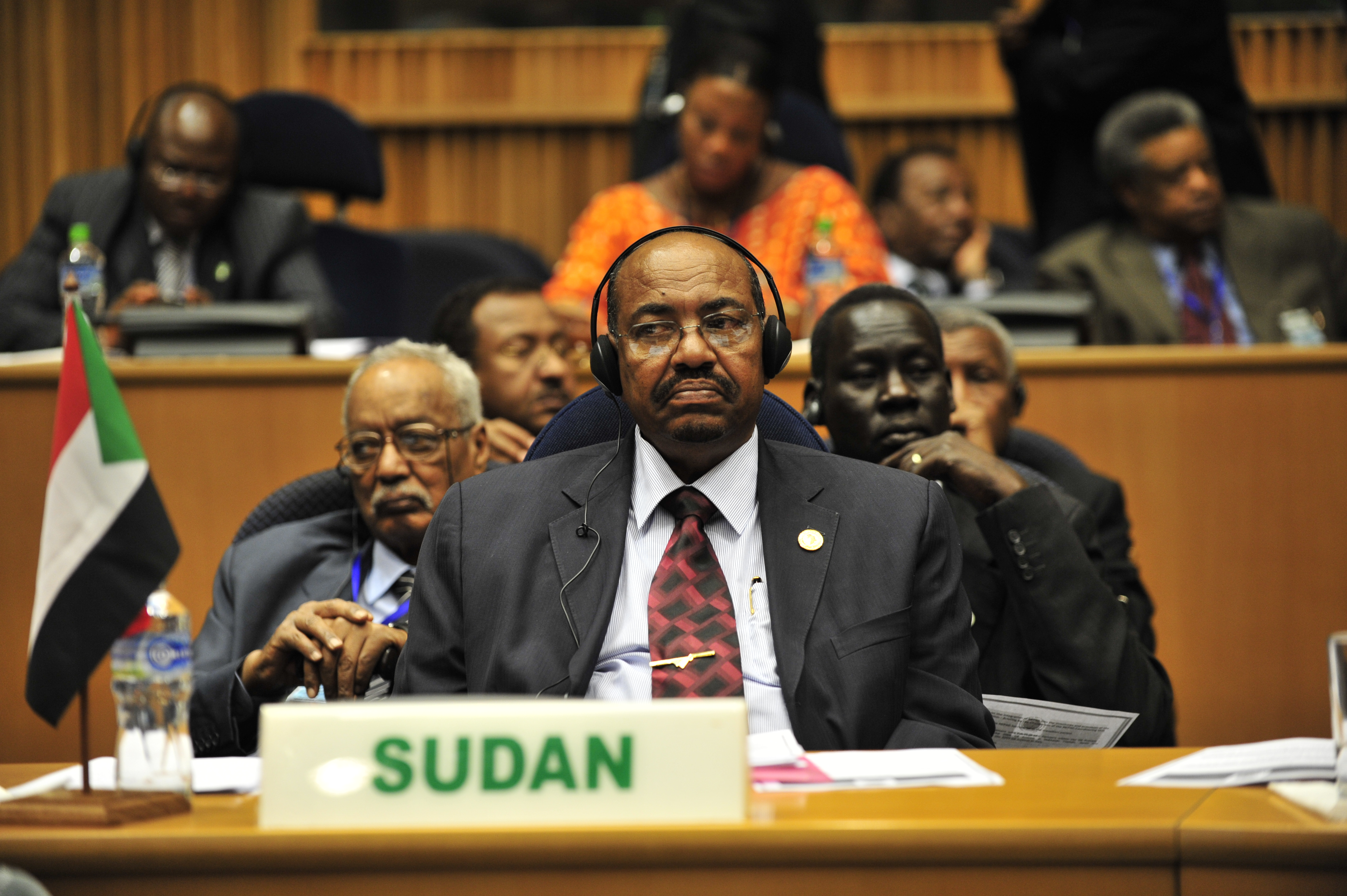
البشير يستمع إلى كلمة خلال افتتاح الدورة العشرين للشراكة الجديدة لتنمية إفريقيا في أديس أبابا، إثيوبيا

تصاعد الاحتقان في الشارع السوداني وانطلقت موجة احتجاجات بدءًا من 19 ديسمبر/كانون الأول 2018 في مدن بورتسودان وعطبرة بسببِ ارتفاع الأسعار وغلاء المعيشة وتدهور حال البلد على كلّ المستويات، وامتدت لتصل العاصمة الخرطوم في 20 ديسمبر وتطورت المطالب لإسقاط نظام البشير، خرج البشير بوعود ب«إصلاحات جدية» بينما واجه المتظاهرون برد فعل عنيف من قِبل السلطات التي استعملت مُختلف الأسلحة في تفريقهم بما في ذلك الغاز المسيل للدموع، الرصاص المطاطي بل شهدت بعض المدن استعمالًا واضحًا للرصاص الحيّ من قبل قوات الأمن السودانية مما تسبب في سقوط عشرات القتلى والجرحى في صفوف المتظاهرين، أعلن أمير قطر تميم بن حمد دعمه للبشير واستعداد قطر لتقديم كل ما هو مطلوب لتتجاوز السودان «محنتها» على حد تعبير وكالة السودان للأنباء وكذلك فعلت البحرين، في نيسان 2019، تزايدت الأنباء حول أوامر الشرطة لقواتها بـ«عدم التعرض للمدنيين والتجمعات السلمية»، وأشارت إلى أهمية «التوافق على انتقال سلمي للسلطة».

## العزل عن السلطة

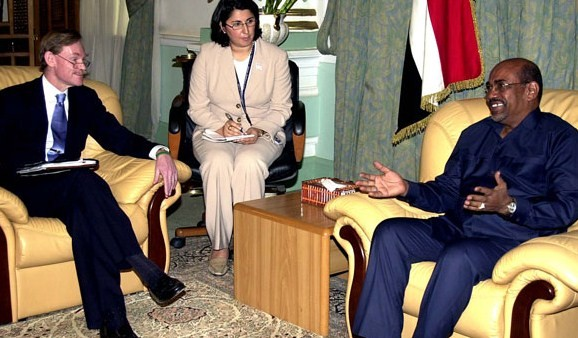
صورة لوزير الخارجية الأمريكي مع رئيس السودان عمر البشير.

في 11 أبريل 2019، أقالت القوات المسلحة السودانية الرئيس البشير من منصبه، بعد عدة أشهر من الاحتجاجات والانتفاضات المدنية. وقد وضع على الفور قيد الإقامة الجبرية في انتظار تشكيل مجلس انتقالي. في وقت اعتقاله، كان البشير «يحكم السودان لفترة أطول من أي زعيم آخر منذ استقلال البلاد عام 1956». كما ألقى الجيش القبض على جميع وزراء حكومة البشير، وحل المجلس التشريعي الوطني وشكل مجلسًا عسكريًا انتقاليًا بقيادة النائب الأول للرئيس ووزير الدفاع الفريق أحمد عوض بن عوف. الذي تقدم باستقالته بضغط على المجلس العسكري من قبل المواطنين الثوار خلال يومين وتسلم في محله الفريق أول عبد الفتاح البرهان.

## قضايا المحاكم بعد الرئاسة

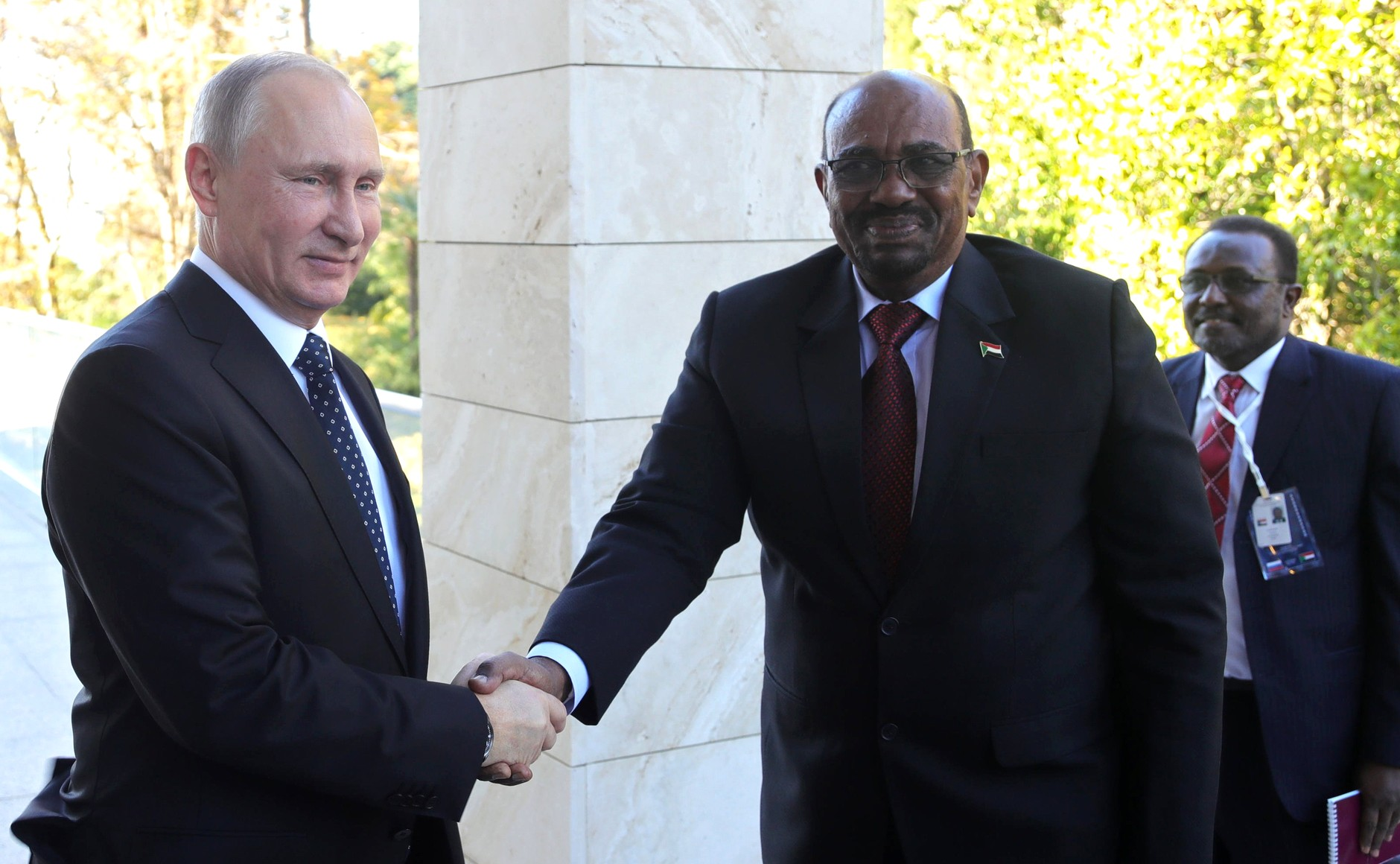
البشير يلتقي بالرئيس الروسي بوتين عام 2017م.

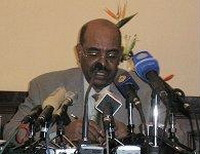
عمر البشير في 2006.

### الخرطوم
في 17 أبريل 2019، تم نقل البشير من الإقامة الجبرية إلى سجن الخرطوم. في 13 مايو 2019، اتهم الادعاء البشير «بالتحريض والمشاركة في» قتل المُتظاهرين. وأيضًا مُحاكمة بتهمة الفساد (بعد العثور على 130 مليون دولار في منزله) وبعدها بأشهر تم إتهامه بعملية غسل الأموال. في 14 ديسمبر 2019، أُدين بتهمة غسل الأموال والفساد. وحكم عليه بالسجن لمدة عامين.
في 21 يوليو 2020، بدأت مُحاكمته بشأن الانقلاب الذي أوصله إلى السلطة. ووُجهت لائحة الاتهام إلى نحو 20 عسكريًا لمُساعدته في الانقلاب.

### المحكمة الجنائية الدولية
في 5 نوفمبر 2019، ذكر قوى إعلان الحرية والتغيير الذي يتولى السلطة السياسية غير المباشرة خلال انتقال السودان إلى الديمقراطية 2019 أنه توصلت إلى قرار توافقي لنقل عمر البشير إلى المحكمة الجنائية الدولية بعد الانتهاء من مُحاكمته في قضايا الفساد وغسل الأموال. وفي الأيام التالية، صرح رئيس الوزراء السوداني عبد الله حمدوك وعضو مجلس السيادة السوداني صديق تاور بأن البشير سيُنقل إلى المحكمة الجنائية الدولية. في 11 فبراير 2020، وافق المجلس العسكري الحاكم في السودان على تسليم البشير إلى المحكمة الجنائية الدولية في لاهاي لمواجهة اتهامات بارتكاب جرائم ضد الإنسانية في دارفور.

## وصلات خارجية
- عمر البشير على موقع IMDb (الإنجليزية)
- عمر البشير على موقع الموسوعة البريطانية (الإنجليزية)
- عمر البشير على موقع مونزينجر (الألمانية)
- عمر البشير على موقع إن إن دي بي (الإنجليزية)
- لمحة عن الرئيس السوداني - موقع بي بي سي العربية.

| المناصب السياسية   | المناصب السياسية          | المناصب السياسية     |
| ------------------ | ------------------------- | -------------------- |
| سبقه أحمد الميرغني | رؤساء السودان 1989 - 2019 | تبعه أحمد عوض بن عوف |